# Disney Lorcana
 (mai 2024).
La mise en forme du texte ne suit pas les recommandations de Wikipédia : il faut le « wikifier ».
Les points d'amélioration suivants sont les cas les plus fréquents. Le détail des points à revoir est peut-être précisé sur la page de discussion.
- Les titres sont pré-formatés par le logiciel. Ils ne sont ni en capitales, ni en gras.
- Le texte ne doit pas être écrit en capitales (les noms de famille non plus), ni en gras, ni en italique, ni en « petit »…
- Le gras n'est utilisé que pour surligner le titre de l'article dans l'introduction, une seule fois.
- L'italique est rarement utilisé : mots en langue étrangère, titres d'œuvres, noms de bateaux, etc.
- Les citations ne sont pas en italique mais en corps de texte normal. Elles sont entourées par des guillemets français : « et ».
- Les listes à puces sont à éviter, des paragraphes rédigés étant largement préférés. Les tableaux sont à réserver à la présentation de données structurées (résultats, etc.).
- Les appels de note de bas de page (petits chiffres en exposant, introduits par l'outil «  Source ») sont à placer entre la fin de phrase et le point final[comme ça].
- Les liens internes (vers d'autres articles de Wikipédia) sont à choisir avec parcimonie. Créez des liens vers des articles approfondissant le sujet. Les termes génériques sans rapport avec le sujet sont à éviter, ainsi que les répétitions de liens vers un même terme.
- Les liens externes sont à placer uniquement dans une section « Liens externes », à la fin de l'article. Ces liens sont à choisir avec parcimonie suivant les règles définies. Si un lien sert de source à l'article, son insertion dans le texte est à faire par les notes de bas de page.
- La présentation des références doit suivre les conventions bibliographiques. Il est recommandé d'utiliser les modèles {{Ouvrage}}, {{Chapitre}}, {{Article}}, {{Lien web}} et/ou {{Bibliographie}}. Le mode d'édition visuel peut mettre en forme automatiquement les références.
- Insérer une infobox (cadre d'informations à droite) n'est pas obligatoire pour parachever la mise en page.

Pour une aide détaillée, merci de consulter Aide:Wikification.
Si vous pensez que ces points ont été résolus, vous pouvez retirer ce bandeau et améliorer la mise en forme d'un autre article.
Disney Lorcana est un jeu de cartes à collectionner édité par Ravensburger en collaboration avec The Walt Disney Company en 2023. Les premières cartes du jeu ont été présentées lors de la D23 Expo de 2022. La première édition est publiée le 1er septembre 2023. Il se compose de plusieurs “chapitres” dont les sorties sont espacées de quelques mois et enrichissent le jeu de nouvelles cartes.

## Fonctionnement du jeu
Après avoir constitué un deck d’au moins 60 cartes et pioché 7 cartes de ce dernier, les joueurs peuvent à leur tour, sacrifier une des cartes de leur main afin de produire de l’encre, une ressource qui permet alors d'invoquer d’autres cartes de leur main. Les cartes représentent des personnages, des objets, des actions, des paroles de chansons ou bien des lieux, associés à l’univers Disney et disposent de caractéristiques propres (coût, force et volonté entre autres). Le but du jeu n’est pas de réduire les points de vie d’un adversaire ou de détruire un certain nombre de créatures comme dans la plupart des TCG mais d’être le premier joueur à atteindre 20 points (nommés “Lore” dans l’univers du jeu).
À partir du chapitre 9 : Fabuleux une rotation de chapitre va être mis en place. Les cartes chapitres du set 1 à 4 ne seront plus jouables, sauf celle qui seront réédité dans les nouveaux chapitres. Les rééditions commence dès le Chapitre 8 : Le Règne de Jafar.

### Types d'encres magiques
Les joueurs invoquent des personnages Disney en utilisant différents types d'encre. Il existe six types d'encre dans le jeu :
- Ambre : présente des personnages et des sorts axés sur la défense et la récupération.
- Améthyste : met l'accent sur les sorts et les capacités qui peuvent changer le cours du jeu.
- Émeraude : inclut des personnages et des capacités axés sur les jeux stratégiques.
- Rubis : les cartes se concentrent sur les attaques et les stratégies offensives.
- Saphir : offre des capacités de pioche de cartes et de gestion des ressources.
- Acier : se concentre sur les défenses et les personnages résilients.

Depuis le chapitre 7 : L'ïle d'Archazia il existe des cartes avec doubles encres. Il faut jouer les deux couleurs sur la carte pour pouvoir la jouer.

### Raretés
Les cartes sont disponibles dans différentes raretés qui sont situées en bas au centre de la carte. Les raretés répertoriées par ordre croissant sont :
1. Commun (cercle gris)
2. Peu commun (livre blanc)
3. Rare (triangle de bronze)
4. Super rare (diamant argenté)
5. Légendaire (pentagone doré)
6. Epique (éventaille arc-en-ciel) - à partir du chapitre 9, août 2025[3]
7. Enchanté (hexagone arc-en-ciel)
8. Iconique (cercle arc-en-ciel) - à partir du chapitre 9, août 2025[3]

## Extensions
À la suite de la sortie du premier chapitre, Ravensburger a prévu l’avenir de son jeu sur les 10 années suivantes notamment avec la sorties d’extensions. Voici la liste celles déjà sorties ou connues :
- Chapitre 2 : L’ascension des Floodborn (sortie le 17 novembre 2023 dans les boutiques spécialisées, le 1er décembre dans les boutiques généralistes)
- Chapitre 3 : Les Terres d’Encres (sortie le 23 février 2024 dans les boutiques spécialisées, le 8 mars dans les boutiques généralistes. Apporte une nouvelle mécanique : les lieux)
- Chapitre 4 : Le Retour d’Ursula (sortie le 17 mai 2024 dans les boutiques spécialisées, le 31 mai dans les boutiques généralistes. Apporte un mode solo/aventure au jeu)
- Chapitre 5 : Ciel Scintillant (sortie le 08 août 2024 dans les boutiques spécialisées, le 23 août dans les boutiques généralistes)
- Chapitre 6 : La Mer Azurite (sortie le 15 novembre 2024 dans les boutiques spécialisées, le 27 novembre dans les boutiques généralistes)
- Chapitre 7 : L'Île d'Archazia (sortie le 7 mars 2025 dans les boutiques spécialisées, le 21 mars dans les boutiques généralistes)
- Chapitre 8 : Le Règne de Jafar (sortie le 30 mai 2025 dans les boutiques spécialisées, le 6 juin dans les boutiques généralistes)
- Chapitre 9 : Fabuleux (sortie le 29 août 2025 dans les boutiques spécialisées, le 5 septembre dans les boutiques généralistes)

## Polémiques et Controverses

### Plainte pour plagiat
Avant mème sa sortie, le jeu est au cœur d’une controverse, l’éditeur Upper Deck dénonçant le plagiat d’un de ses propre projet, et menaçant la sortie du jeu.
Upper Deck a intenté une poursuite judiciaire contre Ravensburger et Ryan Miller, accusant ce dernier, un ancien employé de l’entreprise, d’avoir volé et copié leur jeu Rush of Ikorr pour concevoir Disney Lorcana. Selon le procès, Miller aurait utilisé son travail sur Rush of Ikorr chez Ravensburger, entraînant d’importantes similitudes entre les deux jeux. Upper Deck a allégué une violation du droit d’auteur et une rupture de contrat, affirmant que les actions de Miller étaient intentionnelles et préjudiciables. Le procès a été réglé en décembre 2023, mais les termes de l’accord n’ont pas été divulgués.

### Gencon 2023
Lors de la Gen Con 2023 le stand Lorcana s’est vu submergé de fans, qui n’ont pas tous pu obtenir les cartes convoitées et ont fait mention sur les réseaux sociaux d’une organisation chaotique.